# Бріман В’ячеслав Михайлович
В’ячеслав Михайлович Бріман (нар. *1963, Київ, УРСР) — радянський та український тренер із дзюдо, майстер спорту СРСР, суддя республіканської категорії, заслужений тренер України, почесний донор України.

## Біографія
Старший вчитель-викладач фізичного виховання у київській загальноосвітній школі № 248 І-ІІІ ступенів акредитації, спеціаліст (вищої) першої категорії. У 1990, 1994 та 2010 проходив курси підвищення кваліфікації при Київському державному інституті фізичної культури (який закінчив у 1999, магістратуру в НПУ імені М. П. Драгоманова), у 2013 курси підвищення кваліфікації інституту післядипломної педагогічної освіти у КМПУ імені Б. Д. Грінченка. Перший тренер чемпіону світу з дзюдо Г. М. Зантарая, тренував його з 8 до 16 років. Здобув 6-й дан з дзюдо у Міжнародній федерації дзюдо. Учасник конкурсу на посаду головного тренера збірної України. В 2018 у місті Та-Шбіш підтвердив статус спортивного інструктора з дзюдо від академії Міжнародної федерації дзюдо (IJF Academy).